# Tmesisternus distinctus
Tmesisternus distinctus es una especie de escarabajo del género Tmesisternus, familia Cerambycidae. Fue descrita científicamente por Boisduval en 1835.
Habita en Papúa Nueva Guinea. Esta especie mide 12-16 mm.